# It's a Wonderful World
It's a Wonderful World (bra: Que Mundo Maravilhoso) é um filme estadunidense de 1939, do gênero comédia romântica maluca, dirigido por W. S. Van Dyke, e estrelado por Claudette Colbert e James Stewart.
A trama retrata a história de uma poetisa que começa a ajudar um fugitivo a provar que é inocente de suas acusações de homicídio.
A produção marca a primeira participação de Colbert em um filme da Metro-Goldwyn-Mayer.

## Sinopse
Willie Heyward (Ernest Truex), cliente do detetive Guy Johnson (James Stewart), foi acusado de um assassinato. Enquanto Guy o escondia para ajudá-lo a encontrar o verdadeiro culpado do crime, ambos acabam surpreendidos pela polícia, o que os fazem ser julgados e condenados. Porém, durante o transporte para a penitenciária, Guy descobre uma pista crucial e consegue fugir. Com essa única pista em mãos, Guy cruza o caminho da poetisa Edwina Corday (Claudette Colbert). Para evitar que ela alerte a polícia sobre seu paradeiro, ele relutantemente a sequestra, mas Edwina rapidamente acredita na história de Guy e insiste em ajudá-lo.

## Elenco
- Claudette Colbert como Edwina Corday
- James Stewart como Guy Johnson
- Guy Kibbee como Fred "Cap" Streeter
- Nat Pendleton como Sargento Fred Koretz
- Frances Drake como Vivian Tarbel
- Edgar Kennedy como Tenente Miller
- Ernest Truex como Willie Heyward
- Richard Carle como Major Willoughby, o chefe da agência de detetives de Guy
- Cecilia Callejo como Dolores Gonzales
- Sidney Blackmer como Al Mallon
- Andy Clyde como "Gimpy" Wilson
- Cliff Clark como Capitão Haggerty, o chefe frustrado dos trapalhões Koretz e Miller
- Cecil Cunningham como Madame J. L. Chambers
- Leonard Kibrick como Herman Plotka
- Hans Conried como Sr. Delmonico
- Conrad Veidt como George Richard
- Brandon Hurst como Paul Henry
- Grady Sutton como Lupton Peabody

## Produção
A produção foi filmada em locações em San Diego, na Califórnia.
Myrna Loy foi originalmente escalada para interpretar o papel de Edwina Corday, porém teve que desistir de sua participação devido a outros compromissos. Após a saída de Loy, a Metro-Goldwyn-Mayer cogitou escalar Frances Drake para o papel principal, mas acabou a escalando para um papel secundário.